# Vysokoškolské biblické hnutí
Vysokoškolské biblické hnutí (VBH) je slovenské občanské sdružení, které sdružuje křesťany, přijímající doktrinální zásady, které vyznává VBH a jsou spojeni se školním a akademickým prostředím.
Společnost vznikla 30. listopadu 1992. Vydává občasník Zpravodaj VBH.
VBH spolupracuje s více než 150 podobnými hnutími v zahraničí, sdruženými v IFES (INTERNATIONAL FELLOWSHIP OF Evangelical STUDENTS). IFES je společenství autonomních hnutí pracujících na školách a univerzitách po celém světě, založené v r.1949 během setkání vedoucích představitelů deseti křesťanských studentských hnutí na Harvardově univerzitě v USA.
Skupinky VBH se setkávají ve většině univerzitních měst na Slovensku: Bratislava, Trnava, Nitra, Zvolen, Banská Bystrica, Žilina, Martin, Prešov, Košice. V Bratislavě sdružení provozuje knihkupectví Jonatan.
Činnost VBH je financována z dobrovolných příspěvků a darů.